# Ječmen myší
Ječmen myší (Hordeum murinum) je druh rostlin z čeledi lipnicovitých.

## Popis
Je ozimou jednoletou rostlinou, vytváří trsy. Dorůstá výšky 20–60 cm, klasy mají délku okolo 8 cm a šířku 1 cm, listy jsou dlouhé až 20 cm. Kvete ve středoevropských podmínkách od května do října. Plodem je obilka. Je součástí ruderálních společenstev, roste hojně na úhorech, na okrajích polních cest, na železničních náspech a ve městech u paty zdí, bývá častým plevelem v obilí. Jeho ostré osiny bývají nebezpečné pro zvěř, které mohou způsobit hnisavé záněty.
Pochází z pobřeží Středozemního moře, odkud se rozšířil po velké části Evropy, Asie, Severní Ameriky a Austrálie. Na českém území se vyskytuje hlavně v nížinách, vyhovují mu výhřevné písčité půdy s vyšším obsahem dusíku.

## Poddruhy
- Hordeum murinum subsp. glaucum
- Hordeum murinum subsp. leporinum
- Hordeum murinum subsp. montanum
- Hordeum murinum subsp. murinum
- Hordeum murinum subsp. setariurum

Ječmen myší zaječí (Hordeum murinum subsp. leporinum) je v čínské kuchyni využíván k přípravě pokrmu čching-tchuan.